# Vražedná léčba
Vražedná léčba (v anglickém originále The Death Cure) je třetí díl knižní trilogie amerického spisovatele Jamese Dashnera. Jde o dystopickou postapokalyptickou sci-fi pro dospívající mládež, ve stylu Hunger Games. Vyšla poprvé v říjnu 2011 v nakladatelství Delacorte Press.
Knize předchází první dva díly nazvané Labyrint: Útěk (The Maze Runner) a Spáleniště: Zkouška (The Scorch Trials). V roce 2012 vyšla další Dashnerova kniha Rozkaz zabít (The Kill Order), dějově předcházející celé sérii.
V českém překladu ji – po vydání obou předchozích dílů – vydala v červenci 2015 společnost Euromedia Group v edici YOLI, a to pod názvem Vražedná léčba. Ještě před koncem téhož roku vyšla také v souborném jednosvazkovém vydání celé trilogie pod názvem Labyrint.

## Postavy

### Z předchozích dílů
- Thomas – náctiletý hoch, hlavní hrdina trilogie
- Minho – Thomasův blízký přítel, jedna z vůdčích osobností někdejších Placerů
- Newt – Thomasův blízký přítel nakažený erupcí, další z někdejších vůdčích osobností
- Teresa – Thomasovi dříve blízká dívka
- Aris – chlapec, který se kdysi připojil k Placerům ze skupiny B
- Brenda – dívka pracující dříve pro ZLOSIN
- Jorge – mladík pracující dříve pro ZLOSIN
- Krysák (Janson) – muž ze ZLOSINu
- Gally – někdejší Placer, žijící nyní v Denveru

## Filmová adaptace
Po uvedení filmové adaptace prvního dílu Labyrint: Útěk v září 2014 společnost Fox ohlásila přípravu filmu založeného na druhé knize a již před jeho natáčením se hovořilo i o filmové adaptaci třetího dílu. Počátkem března 2015 média uvedla, že byl sepsáním scénáře opět pověřen T. S. Nowlin, jenž se podílel na scénáři prvního dílu a sepsal scénář k dílu druhému.